# Sjumannarugby
Sjumannarugby (engelska: Rugby sevens) är en variant av rugby där varje lag har sju spelare. Både rugby league och rugby union finns i sjumannavarianter, även om rugby union-varianten är vanligare.

## Historia

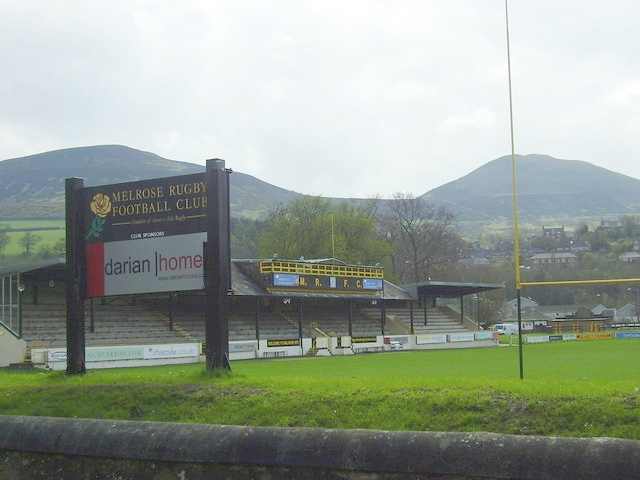
Melrose RFC:s hemarena Greenyards.

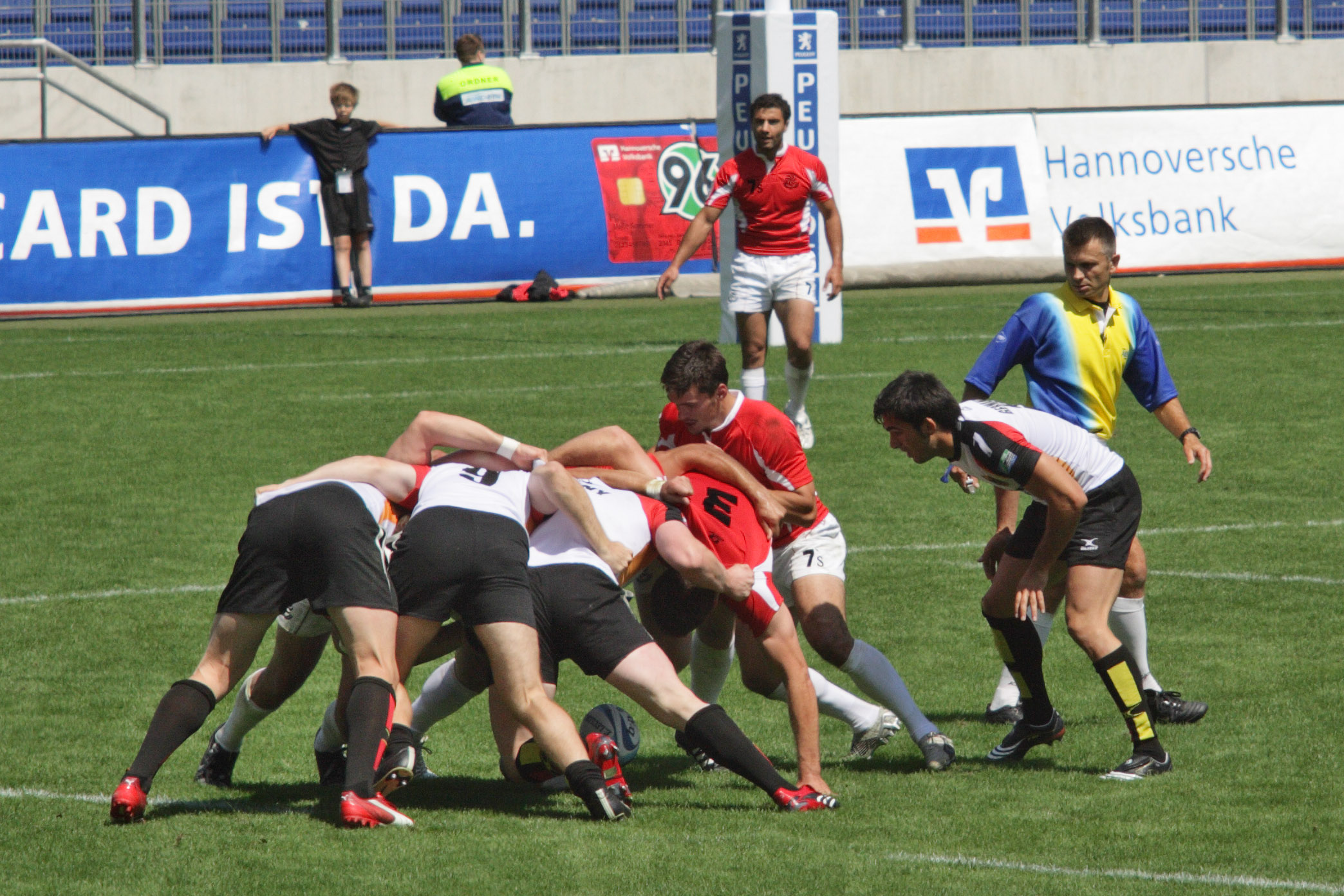
En klunga i sjumannarugby i en match mellan Tyskland och Georgien.

Sporten skapades av Ned Haig och David Sanderson i Melrose i Skottland 1883. Haig och Sanderson var bägge slaktare till yrket och spelade för det lokala rugbylaget Melrose RFC. De var med och grundade Melrose Sevens som är ett årligt mästerskap i sportvarianten.
Trots sjumannarugbyn stora popularitet i kommunen Scottish Borders, spelades det knappt något utanför kommunen fram till början av det tredje och fjärde decenniet av 1900-talet. Den första turneringen i sjumannarugby utanför Skottlands gränser var Percy Park Sevens som anordnades i North Shields i Tyne and Wear i Nordöstra England 1921.
Sporten har funnits med vid Samväldesspelen sedan 1998. Den regleras av the International Rugby Board.
Från och med 2016 kom sjumannarugby med i olympiska sommarspelen.

## Regelverk
Matcher spelas med två halvlekar om sju minuter vardera med en minuts halvtidsvila, jämfört med ungefär 80 minuter för övriga rugbyvarianter. Om matchen är en final av en större turnering brukar finalmatchen förlängas till 2 × 10 minuter med två minuters halvtidsvila.